# Tòa Thánh Tây Ninh
Tòa Thánh Tây Ninh còn được gọi là Đền Thánh là một công trình tôn giáo của đạo Cao Đài, tọa lạc tại đường Phạm Hộ Pháp trong khuôn viên Nội ô Tòa Thánh Tây Ninh tại phường Long Hoa, tỉnh Tây Ninh; cách phường Tân Ninh khoảng 5 km về phía Đông Nam, và trung tâm tỉnh Tây Ninh khoảng 110 km về phía Bắc thuộc Đông Nam Bộ.
Đây là Tổ Đình, tức cơ sở thờ tự cấp trung ương của đạo Cao Đài. Gọi Tòa Thánh Tây Ninh là Tổ Đình, vì đây là nơi phát xuất của Đạo Cao Đài, là nơi đặt các cơ quan trung ương của Hội Thánh Cao Đài, tức Hội Thánh Đại Đạo Tam Kỳ Phổ Độ, để điều hành toàn bộ các hoạt động truyền giáo và cứu độ nhơn sanh. Đền Thánh là một ngôi đền đồ sộ, nguy nga, đặc sắc, để thờ phượng Đấng Chí Tôn Ngọc Hoàng Thượng đế, các vị Giáo chủ Tam Giáo, Tam Trấn và Ngũ Chi Đại Đạo, cùng các Đấng Thần, Thánh, Tiên, Phật.
Theo giáo lý của Đạo Cao Đài thì Tòa Thánh mang kiểu vở của Thiên đình, được gọi là Bạch Ngọc Kinh tại thế, từ việc chọn mua đất đến việc xây cất tạo tác Tòa Thánh về kích thước lẫn hình dáng được Đức Lý Giáo Tông và Đức Chí Tôn chỉ dạy tỉ mỉ thông qua một hình thức thông công cùng các Đấng vô hình là Cơ bút. 

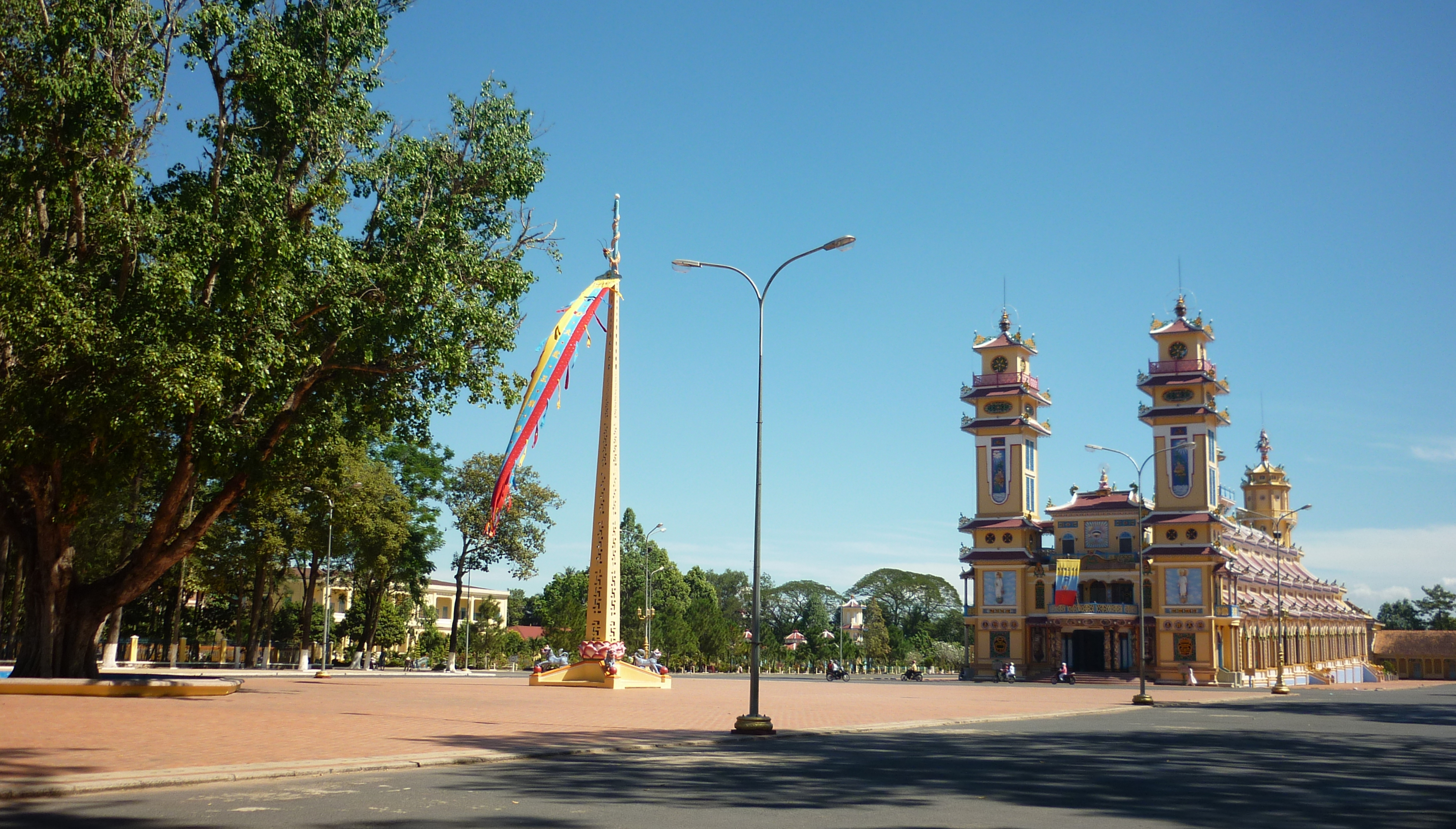
Tòa Thánh Tây Ninh nhìn từ hướng tây nam

## Lịch sử tạo tác Tòa Thánh
Sau khi làm Lễ Khai Đạo tại Từ Lâm Tự (Nay là Thiền Lâm Cổ Tự hay Chùa Gò Kén) ngày 15 tháng 10 năm Bính Dần (Tây lịch: 19/11/1926),trụ trì Từ Lâm Tự là Hòa Thượng Như Nhãn (Giác Hải) đòi chùa lại, không hiến cho Hội Thánh Cao Đài nữa, kỳ hẹn trong ba tháng phải dời đi.
Ngày 19 tháng Giêng năm Đinh Mão (Tây lịch: 20/02/1927), tại Từ Lâm Tự, Hội Thánh được Đức Lý Giáo Tông (Lý Thái Bạch - Thái Bạch Kim Tinh) giáng cơ quyết định trả chùa lại cho Hòa Thượng Như Nhãn, rồi dạy Hội Thánh đi chọn mua đất cất Tòa Thánh, phải chọn đất tại Tây Ninh nầy mà thôi, bởi vì Tây Ninh là Thánh địa, nơi đây phong thổ thuận tiện cho người ngoại quốc đến học Đạo.
Ngày 22 tháng Giêng tháng Đinh Mão (Tây lịch: 23/02/1927), Hội Thánh vâng theo lời chỉ dạy của Đức Lý, gặp được một miếng đất là khu rừng rậm do một người Pháp tên Aspar làm chủ, nằm kế khu đất của ông Cao Văn Điện, bạn của Đức Cao Thượng Phẩm (Cao Quỳnh Cư) và sau đó đã mua được đất.
Ngày 16 tháng 03 năm 1927, các cơ quan của Đạo cũng lần lượt được xây dựng tạm với mái tranh vách đất, để có nơi làm việc và nghỉ ngơi cho chư Chức sắc. Công việc tiến hành dần dần đi vào ổn định để lo xây dựng Tòa Thánh bằng vật liệu nặng với quy mô lớn.
Tuy nhiên, trong những năm sau đó, những mâu thuẫn trong các chức sắc nảy sinh, nội bộ của Hội Thánh rạn nứt, có một số chức sắc tách riêng ra lập chi phái.Việc xây dựng Tòa Thánh không thể khởi công được, mà phải gác lại nhiều năm.

### Tiến trình xây cất
Tháng 10 năm 1931, Đầu Sư Thái Thơ Thanh (Nguyễn Ngọc Thơ) đã đứng ra tổ chức khởi công đào móng làm nền, đào hầm Bát Quái. Công việc không tiến triển nhiều do tài chính hạn hẹp, vì thế không lâu phải tạm ngưng.
Năm 1933, Quyền Giáo tông Thượng Trung Nhựt (Lê Văn Trung) chánh thức khởi công xây dựng Tòa Thánh. Tuy nhiên cũng không tiếp tục được bao nhiêu do thiếu kinh phí. Không lâu sau thì ông lâm bệnh rồi đăng tiên vào ngày 13 tháng 10 năm Giáp Tuất (1934).
Năm 1935, Tiếp Thế Lê Thế Vĩnh vận động tiền của trong giới tín đồ, nhờ đó xây dựng được lầu Hiệp Thiên Đài, đúc cột đổ trần mái. Nhưng sau đó thì việc xây dựng cũng ngừng lại.
Ngày 14 tháng 2 năm 1936, Đức Hộ pháp (Phạm Công Tắc), bấy giờ là Chưởng quản Nhị Hữu Hình Đài, nắm quyền lãnh đạo Hội Thánh, đã huy động 500 vị Phạm Môn (tiền thân của Cơ quan phước thiện) tiếp tục khởi công xây cất Tòa Thánh. Bên cạnh đó, ông cũng yêu cầu các tín đồ khác quyên góp tiền bạc, vật liệu, lương thực, gởi về Thánh địa để việc xây dựng tạo tác Tòa Thánh không bị gián đoạn.
Việc xây dựng được tiến hành liên tục trong hơn 4 năm và hầu như hoàn thành căn bản, chỉ còn phần tạo tác trang trí. Tuy nhiên, ngày 28 tháng 6 năm 1941, chính quyền thực dân Pháp lo ngại trước các hoạt động của đạo Cao Đài, nên đã cho bắt giữ Hộ pháp Phạm Công Tắc, Khai pháp Trần Duy Nghĩa và một số chức sắc cao cấp khác đày đi đảo Madagascar ở Phi châu. Họ cũng cho quân lính chiếm đóng chiếm đóng Tòa Thánh làm nhà xe và chỗ ở cho lính Pháp, đuổi các chức sắc và công thợ ra khỏi Thánh địa.
Mãi đến ngày 30 tháng 8 năm 1946, để tranh thủ thêm đồng minh trong cuộc chiến chống Việt Minh, chính quyền Pháp cho phép Hộ pháp Phạm Công Tắc trở về Tòa Thánh. Sau khi trở về Tòa Thánh, ông đã huy động số thợ trở lại để sửa chữa những chỗ hư hỏng của Tòa Thánh do lính Pháp gây ra, rồi tiếp tục tạo tác cho đến ngày 24 tháng 1 năm 1947 thì Tòa Thánh được hoàn thành. Tổng Giám Lê văn Bàng, các Phó Tổng Giám và Tá Lý, đại diện các công thợ Nam Nữ làm Lễ Bàn giao Tòa Thánh cho Hội Thánh và được Hội Thánh tiếp nhận.
Ngày 27 tháng 1, tức là 3 ngày sau khi làm Lễ Bàn giao Tòa Thánh, Đức Phạm Hộ pháp làm Lễ Trấn Thần Tòa Thánh.
Ngày mùng 8 tháng 1 năm Đinh Hợi (Dl: 29-1-1947), Đức Phạm Hộ pháp làm Lễ rước Quả Càn Khôn (đã gởi nơi Báo Ân Từ khi tạo tác Tòa Thánh) về thờ nơi Tòa Thánh, để khuya hôm đó, giờ Tý cúng Đại Lễ Vía Đức Chí Tôn.
Tuy nhiên, do hoàn cảnh chiến tranh, mãi 8 năm sau, Đại lễ Khánh thành Tòa Thánh và các cơ sở Đạo trong vùng Thánh địa mới được tổ chức vào dịp Đại lễ Đức Chí Tôn, mùng 9 tháng 1 năm Ất Mùi (Dl: 1 tháng 2 năm 1955). Đây là một cuộc lễ vĩ đại nhứt của Đạo Cao Đài kể từ trước tới nay.

## Khuôn viên phía trước Tòa Thánh[3]
Khuôn viên nội ô Tòa Thánh Tây Ninh rộng 1 km vuông. Giống như các công trình kiến trúc tôn giáo khác trên toàn thế giới, kiến trúc bố cục Tòa Thánh Tây Ninh cũng chứa đựng những quan điểm triết lý, tôn giáo hoặc huyền học. Theo kinh sách Cao Đài, Tòa Thánh tượng trưng cho Bạch Ngọc Kinh (nơi Thượng đế ngự) tại thế gian. Ngoài ra, tại Tòa Thánh còn có nhiều biểu tượng ẩn chứa những ý nghĩa đặc biệt. Một số biểu tượng dễ nhận thấy tượng Ông Thiện - Ông Ác, tượng Hộ pháp, v.v... Ngoài ra, các tín đồ Cao Đài tin rằng tất cả những biểu tượng như kích thước của các cột chạm rồng, các bậc trong Cửu Trùng Đài, các tượng đắp nổi trên trần, v.v... cũng giống như những lời tiên tri trong các sấm truyền đang chờ người giải đáp.
Toàn bộ khu nội ô Tòa Thánh có hàng rào bao bọc xung quanh, có gần 100 công trình kiến trúc tôn giáo lớn nhỏ khác nhau như Tòa Thánh, Báo Ân Từ (Đền thờ Phật Mẫu tạm), các cơ quan Đạo, Bửu tháp chư Chức sắc cao cấp... Liên kết giữa những kiến trúc này là những con đường rộng thênh thang. Với diện tích to lớn như vậy, Tòa Thánh Tây Ninh được xem là một trong những Thánh địa tôn giáo lớn nhất thế giới.
Khu vực chung quanh Tòa Thánh Tây Ninh (Nội ô Tòa Thánh Tây Ninh) có 12 cổng tam quan xây dựng theo 3 dạng kiến trúc khác nhau. Cổng lớn nhất được gọi là Cửa Chánh Môn (cổng số 1), 11 cổng khác nhỏ hơn được đánh số từ 2 đến 12.

### Chánh môn

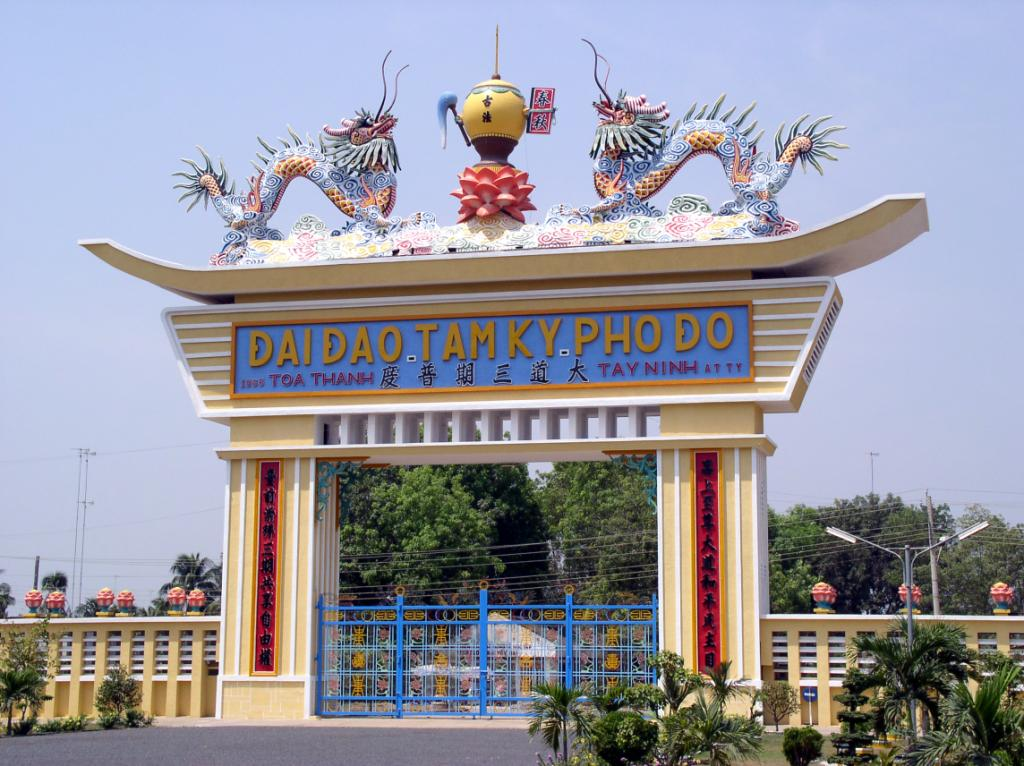
Chánh môn Tòa Thánh Tây Ninh

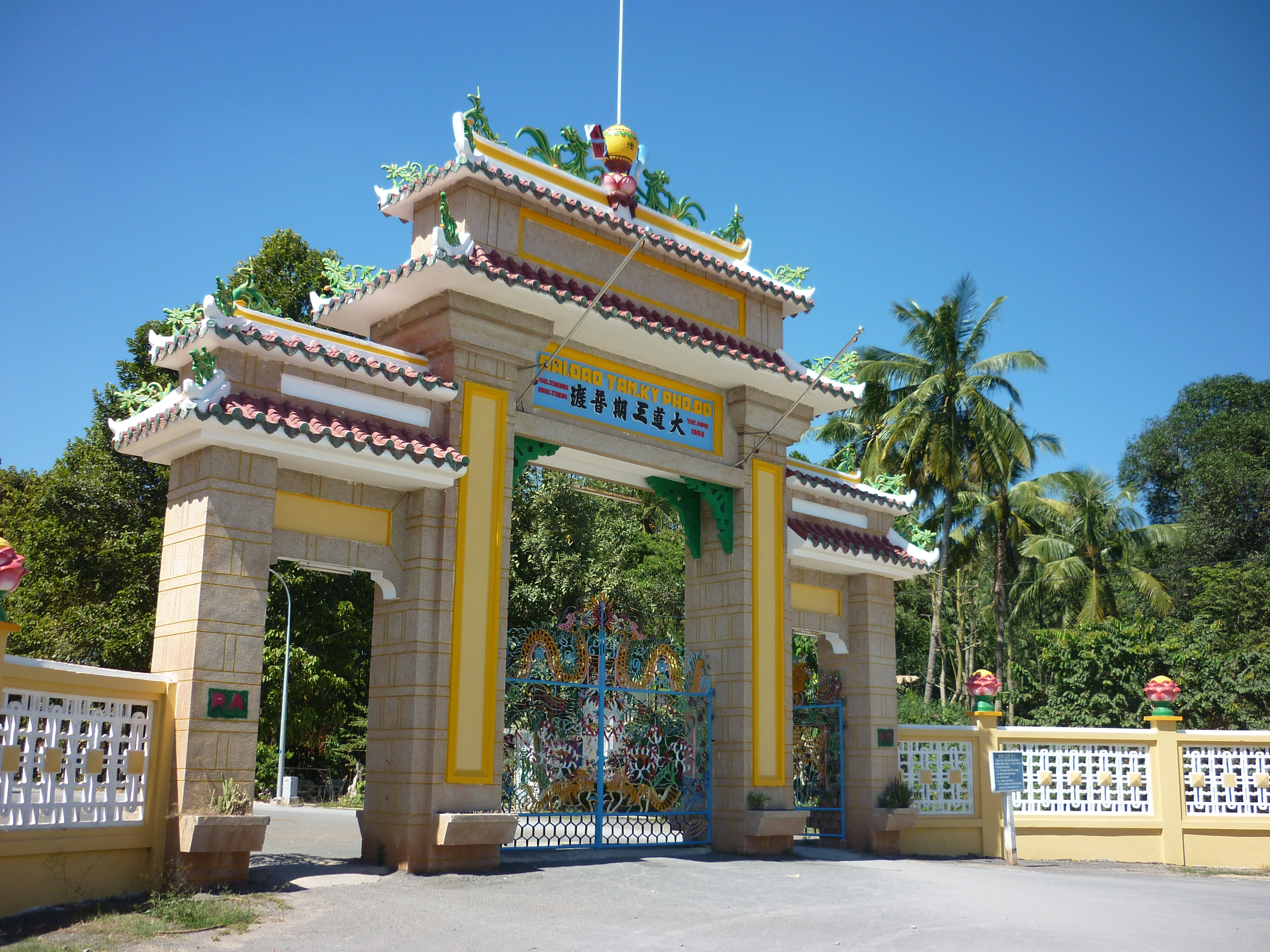
Cửa số 10 Nội ô Tòa Thánh Tây Ninh

Chánh môn là cửa chính và là cửa lớn nhất trong 12 cửa ra vào nội ô Thánh địa. Cửa này thường đóng và chỉ mở vào các dịp đón tiếp nguyên thủ các quốc gia, lãnh đạo các Tôn giáo.
Kiến trúc cổng đắp nhiều phù điêu, nổi bật với các biểu tượng Lưỡng long tranh Cổ pháp (tức một trong những biểu tượng của Đạo Cao Đài), hoa sen và 3 cổ pháp: kinh Xuân Thu, bình Bát vu và Phất chủ. Bình Bát Vu là bình đựng thực phẩm của tăng ni Phật giáo dùng khất thực. Phất chủ (còn gọi Phất trần) là chổi quét bụi hồng trần, tượng trưng Đạo giáo. Kinh Xuân Thu là do Khổng Tử viết, được chọn làm cổ pháp tượng trưng cho Nho giáo. Ba cổ pháp trên để nói lên sự đồng nguyên của Phật giáo, Đạo giáo, Nho giáo trong giáo lý Cao Đài.
Trên Chánh môn có đắp nổi chữ "ĐẠI ĐẠO TAM KỲ PHỔ ĐỘ" bằng chữ Quốc ngữ ở trên và chữ Hán ở dưới. Ngoài ra có chữ "TÒA THÁNH TÂY NINH", ghi năm 1965 và Ất tỵ. Hai bên trụ cổng có đôi câu liễn bằng chữ Hán nói lên tôn chỉ của đạo Cao Đài:
| “ | nam mô cao đài tiên ông đại bồ tát ma ha tát CAO THƯỢNG CHÍ TÔN ĐẠI ĐẠO HÒA BÌNH DÂN CHỦ MỤC ĐÀI TIỀN SÙNG BÁI TAM KỲ CỘNG HƯỞNG TỰ DO QUYỀN. Tạm dịch: Đấng Chí Tôn ở trên cao hơn hết, Đạo lớn hòa bình hướng tới dân chủ. Trước đài tôn thờ ba kỳ cùng chung hưởng quyền tự do. | ” |

Hai chữ đầu của đôi liễn cũng hợp lại thành chữ Cao Đài.

### Sân Đại Đồng Xã
Từ Chánh môn có con đường dẫn thẳng hướng Đông, qua khuôn viên trung tâm Đền Thánh. Tại khuôn viên này có 3 Bửu tháp của Hộ pháp Phạm Công Tắc, Thượng phẩm Cao Quỳnh Cư và Thượng sanh Cao Hoài Sang, được chạm đắp nhiều hoa văn, họa tiết tinh tế.
Trước Đền Thánh là một sân rộng gọi là Đại Đồng Xã có cấu trúc như một quảng trường với chiều dài 300m (tính từ ngoài hai con đường trục) và bề rộng trung bình là 81m. Theo bề ngang sân Đại đồng xã, bao gồm cả hai con đường hai bên rộng 18m, nối với hai con đường trục ở hai đầu làm thành một đường vòng quanh, ôm lấy toàn bộ các công trình kiến trúc nhỏ bố trí trên sân. Bên trong là thảm cỏ và sân gạch. Phần sân bên trong có bề rộng 45m.
Bên trong Đại Đồng Xã từ hướng Chánh môn vào Tòa Thánh có tượng Thái tử Si Đạt Ta ngồi trên lưng ngựa đi tìm đạo. Tiếp theo là Cửu Trùng Thiên (nơi đặt liên đài chứa di cốt của các chức sắc Cao Đài được phong từ bậc Tiên trở lên để hành tang lễ) có hình bát giác với 9 bậc nhỏ dần từ dưới lên trên và được sơn ba màu vàng, xanh, đỏ theo thứ tự từ trên xuống dưới (mỗi màu 3 bậc). Gần đó là cây Bồ đề cổ thụ do Đại đức Thera Narada, phó Tăng thống Phật giáo Srilanka, tặng cây con chiết từ cây Bồ đề ở Chùa Mahabodhi (Bồ Đề Đạo Tràng), Ấn Độ cho Tòa Thánh năm 1953. Cách cội bồ đề vài thước có cột phướn cao 18m. Trên đỉnh cột là lá phướn dài 12m và rộng 1,2m. Phía trên màu vàng thêu Lưỡng long triều nhựt (Hai con rồng chầu mặt trời). Thân phướn có ba sọc vàng, xanh, đỏ. Ở giữa vùng xanh có hình Thiên Nhãn, Cổ Pháp Tam giáo và sáu chữ ĐẠI ĐẠO TAM KỲ PHỔ ĐỘ bằng chữ Hán. Hai bên thân phướn có 12 thẻ vải tượng trưng cho Thập Nhị Khai Thiên, phía dưới thân phướn có 9 thẻ vải tượng trưng cho Cửu Thiên Khai Hóa.
Hai bên của sân đại đồng xã là hai khán đài, mỗi khán đài có bề rộng 10,2m và dài 60m, chia ra thành 10 gian rộng 5m và gian chính giữa rộng 10 mét. Nếu từ Đền Thánh nhìn ra, bên tay phải là Tây khán đài; còn bên tay trái là Đông khán đài. Hai khán đài này là nơi để tín đồ hành hương và du khách về xem diễu hành phần hội của 2 kỳ Đại lễ mỗi năm. Riêng vào dịp Đại lễ Đức Chí Tôn mùng 9 tháng Giêng, phần vỉa hè dọc theo hai khán đài còn là nơi trưng bày những gian triển lãm của tín đồ các đơn vị ở các địa phương trong nước cũng như hải ngoại về dự lễ.

## Kiến trúc tổng thể

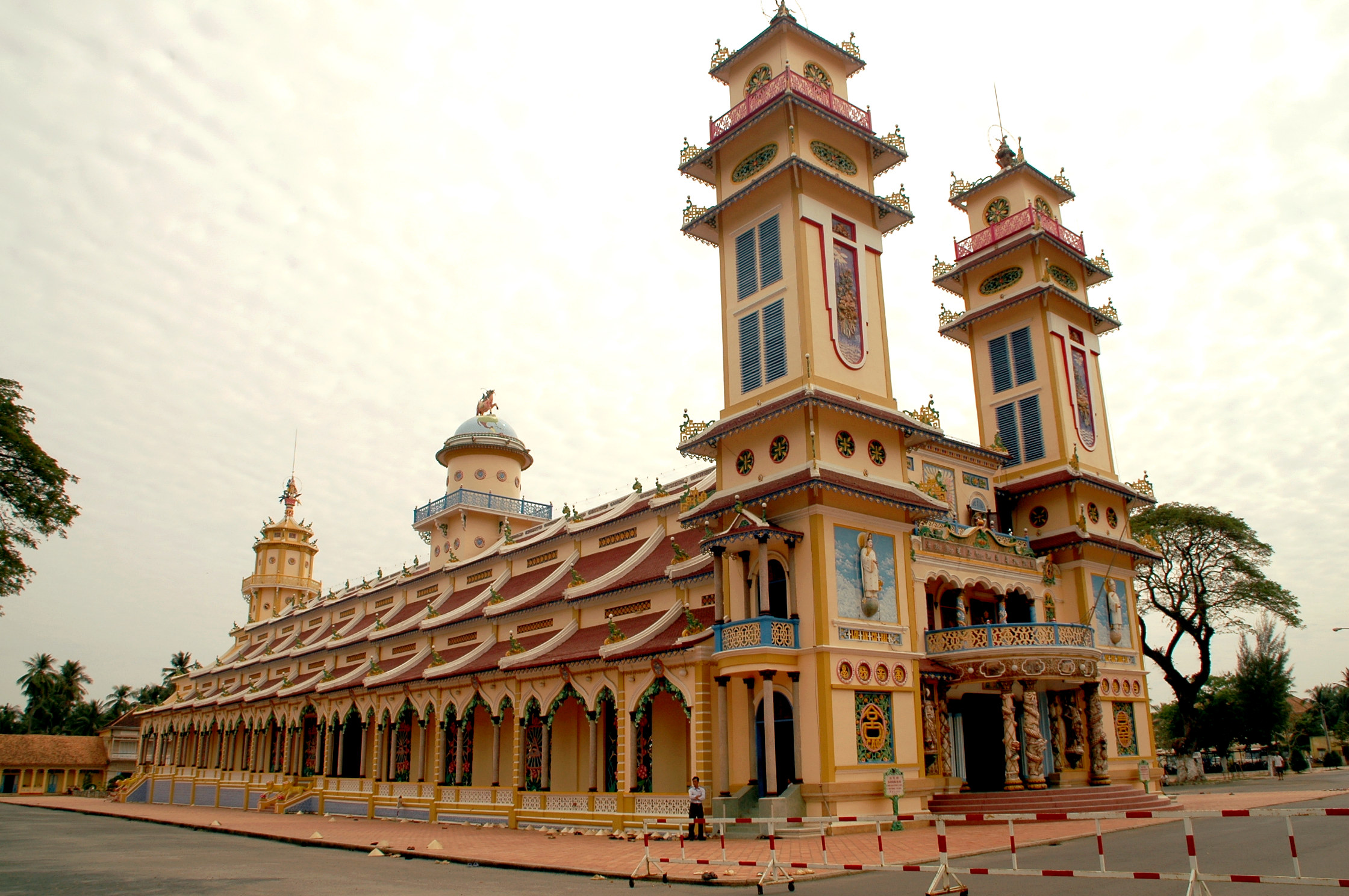
Tòa Thánh Tây Ninh nhìn ngang

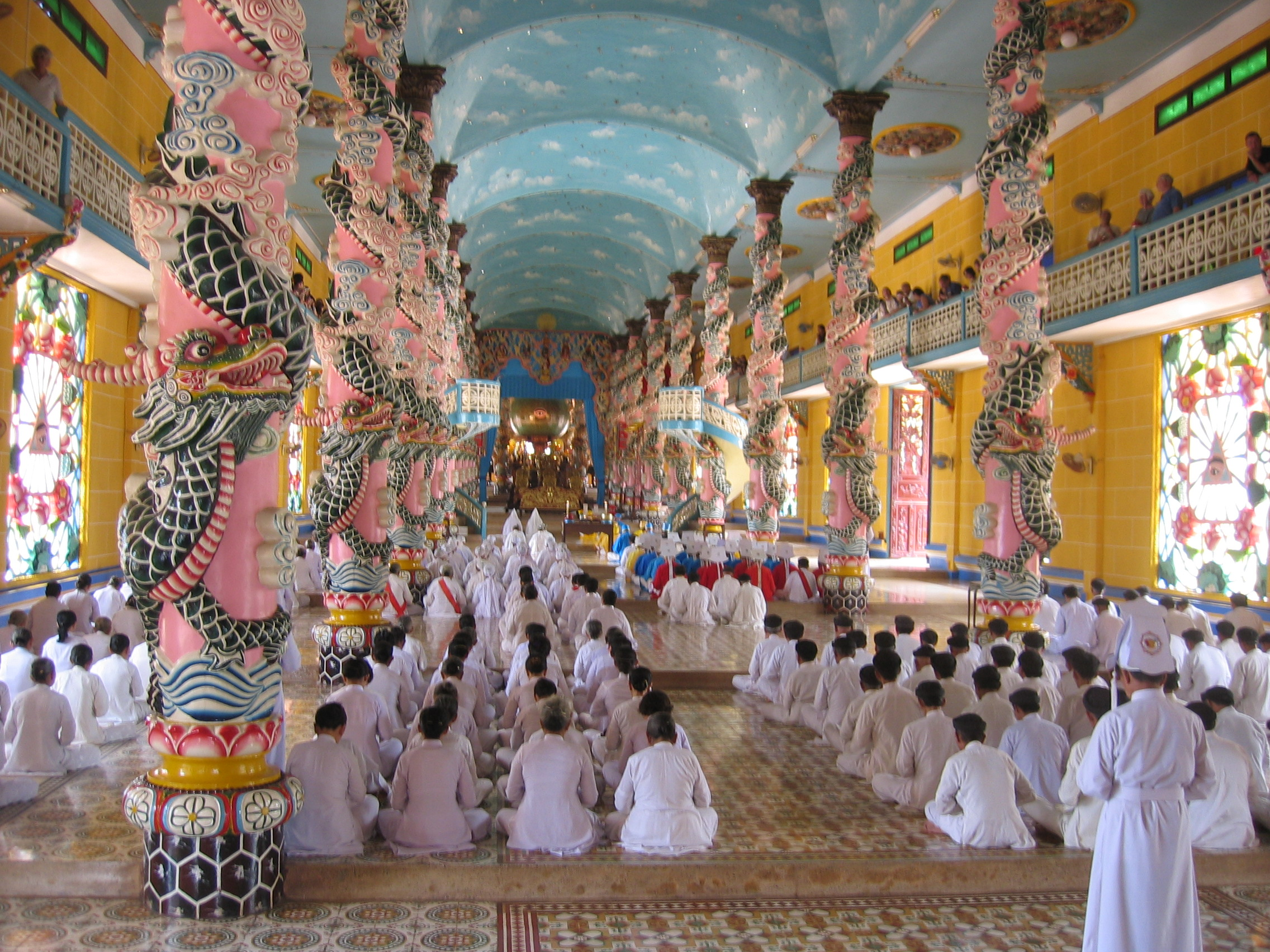
Bên trong Tòa Thánh Tây Ninh

Theo thiết kế ban đầu, kích thước Tòa Thánh được quy định dài 135m, rộng 27m, nền cao 1,8 m. Tuy nhiên, khi mới khởi công xây dựng Tòa Thánh, tín đồ khi đó còn nghèo, Hội Thánh gặp khó khăn về tài chính nên khi thi công đã thu bớt lại kích thước trên. Kích thước thực tế chỉ còn dài 97,5m, rộng 22m. Theo quan niệm của các tín đồ Cao Đài, thiết kế và kích thước Tòa Thánh do Đức Giáo tông Lý Thái Bạch giáng cơ quy định theo hệ mét, tuy nhiên về sau được Đức Chí Tôn giáng cơ quy định lại theo hệ thước ta (thước mộc) nên quy đổi ra kích thước như trên.
Tổng thể Đền Thánh mang hình tượng Long Mã bái sư. Mặt tiền Đền Thánh như đầu Long Mã nhìn thẳng về phía tây, là khu vực Hiệp Thiên Đài. Hai lầu chuông và trống vươn lên như hai sừng nhọn. Nằm giữa hai lầu chuông trống là tòa nhà lầu với tầng trệt có tên Tịnh Tâm Đài như miệng Long Mã hả ra. Tầng hai có tên Phi Tưởng Đài, như cái trán với 2 cửa được coi như hai con mắt. Phần thân Long Mã là khu vực Cửu Trùng Đài, nối tiếp theo Hiệp Thiên Đài. Khu vực Bát Quái Đài nằm phía cuối của Đền Thánh, phần đuôi của Long Mã, hướng thẳng về phía đông. Chung quanh Tòa Thánh có tất cả 112 cây cột tròn để chống đỡ mái hiên nơi hành lang. Tính tổng cộng ở tầng trệt Tòa Thánh, cả bên trong và bên ngoài, có tất cả 156 cây cột lớn nhỏ.
Xung quanh vách của Đại điện có những khung cửa sổ được trang trí bằng họa tiết hoa sen đỡ một khung hình Thiên Nhãn chính giữa một tam giác đều, có làm những tia hào quang phát ra. Toàn thể vách xung quanh Linh Tiêu Điện (Đại điện Tòa Thánh) có tất cả 23 ô hoa sen có hình Thiên Nhãn, cộng với biểu tượng Thiên Nhãn trên Phi Tưởng Đài phía trước Tòa Thánh, tổng cộng 24 Thiên Nhãn. Ngoài lối vào chính qua Tịnh Tâm Điện, có cả thảy 6 lối vào phụ, hai bên có tượng Kim Mao Hẩu.

### Hiệp Thiên Đài

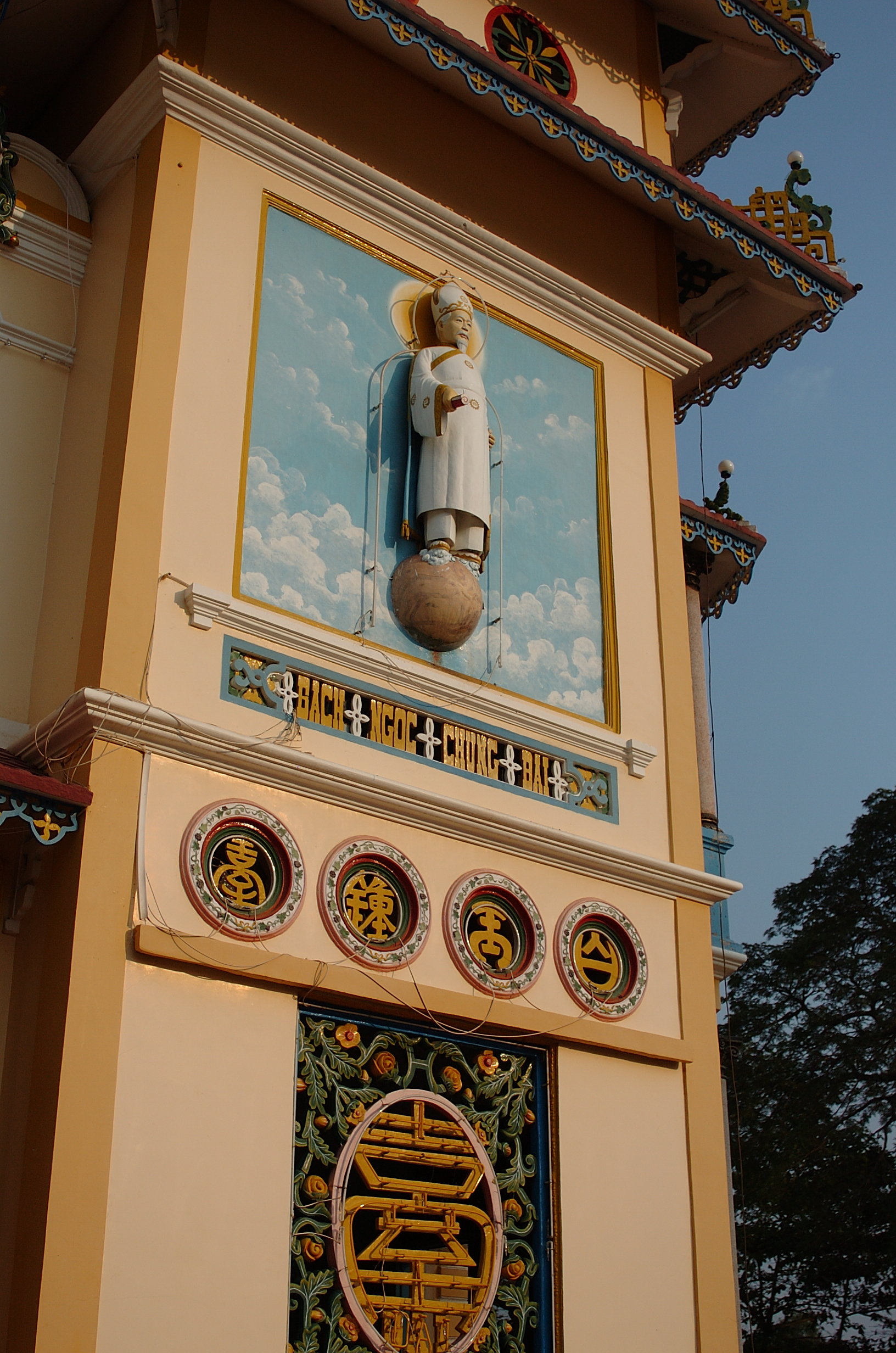
Tượng đắp nổi quyền Giáo tông Lê Văn Trung tại Bạch Ngọc Chung Đài.

Hai bên lối vào Đền Thánh là Lầu chuông (bên trái) còn có tên gọi là Bạch Ngọc Chung Đài và Lầu trống (bên phải) có tên là Lôi Âm Cổ Đài. Cả hai lầu đều cao 27 mét tính từ mặt đất đến nóc, cao 28,20 mét nếu tính đến miệng hồ lô, có 6 tầng với chiều cao khác nhau, có mái ngắn phân chia các tầng.
Bạch Ngọc Chung Đài phía dưới có lắp ô thông gió, tạo hình chữ "Đài" bằng chữ Quốc ngữ và cả chữ Hán, trên đó có 2 bộ thông gió tạo hình 4 chữ "Bạch Ngọc Chung Đài" (1 bộ phía trên bằng chữ Quốc ngữ, 1 bộ ở dưới bằng chữ Hán). Tầng trên có đắp tượng Quyền Giáo Tông Lê Văn Trung mặc Đại phục đứng trên quả địa cầu, tay phải cầm quyển Thiên Thơ. Trong lầu có treo một cái chuông lớn gọi là Bạch Ngọc Chung.
Lôi Âm Cổ Đài phía dưới có lắp ô thông gió, tạo hình chữ "CAO" bằng chữ Quốc ngữ và cả chữ Hán, trên đó cũng có 2 bộ ô thông gió tạo hình 4 chữ "Lôi Âm Cổ Đài" (1 bộ phía trên bằng chữ Quốc ngữ, 1 bộ ở dưới bằng chữ Hán). Tầng trên có đắp tượng Nữ Đầu sư Hương Thanh mặc Đại phục đứng trên quả địa cầu, tay phải cầm nhánh bông, tay trái xách giỏ hoa. Trong lầu có treo một cái trống lớn gọi là Lôi Âm Cổ.
Đỉnh của cả hai lầu dưới cột thu lôi có tạc hình giỏ hoa lam là bửu pháp của Long Nữ, thị giả của Quan Thế Âm, được cho là tiền kiếp của Nữ Đầu sư Hương Thanh và một hồ lô cùng một cây gậy là bửu pháp của Lý Thiết Quả trong Bát Tiên, được cho là tiền kiếp của Quyền Giáo Tông Lê Văn Trung.
Phía trong giữa hai lầu chuông trống có tượng Ông Thiện - Ông Ác dựa trên sự tích 2 vị hoàng tử Tỳ Văn và Tỳ Vũ, con vua Tỳ Kheo, trên có mái che.

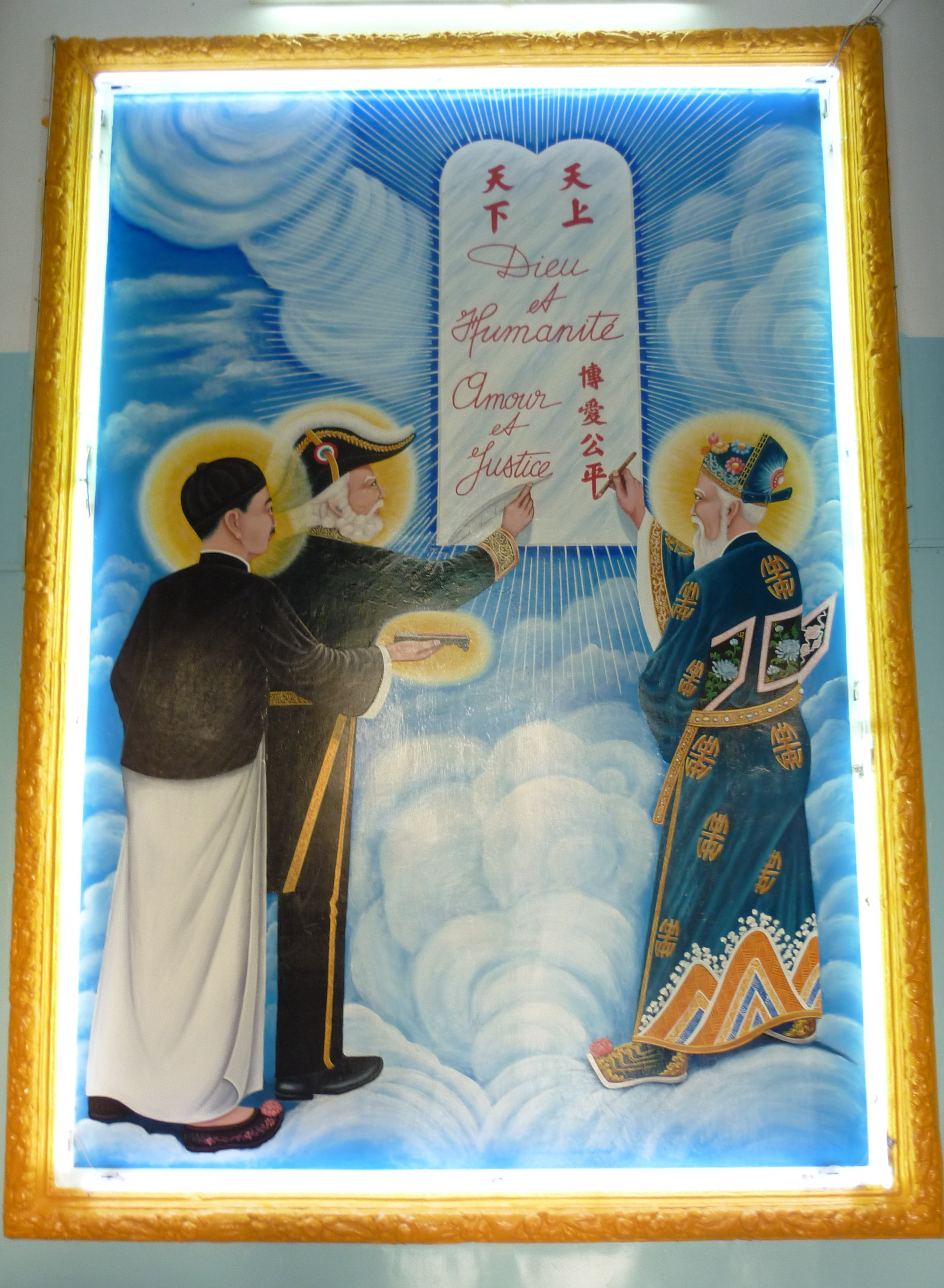
Cao Đài Tam Thánh. Từ trái sang phải: Tôn Dật Tiên, Victor Hugo và Nguyễn Bỉnh Khiêm

Khu vực lối vào chính có tên là Bán Nguyệt Đài phía trước có đúc 4 cột trụ gọi là cột Long Hoa. Mỗi bên có hai cột song song, một đắp hình rồng đỏ (Long), một đắp hình hoa sen (Hoa), chạm trổ rất tinh vi, màu sắc rực rỡ, tượng trưng Đại hội Long Hoa, một giai đoạn chuyển kiếp tiến hóa của nhân loại. Để vào Đền Thánh, người ta phải bước qua năm bậc thềm, tượng trưng cho Ngũ Chi Đại Đạo và năm bước tiến hóa của nhân loại theo quan điểm của đạo Cao Đài: Người, Thần, Thánh, Tiên, Phật.
Phía giữa lối vào là một bức họa, trên đó vẽ một bàn tay từ trong mây đưa ra cầm một cán cân đặt trên quả địa cầu, gọi là hình tượng Cân Công Bình, tượng trưng cho công lý phán xét công tội của con người trước khi được chuyển kiếp tiến hóa. Phía bên phải lối vào là tượng ông Thiện, mình mặc giáp, đầu đội kim khôi, tay cầm đại đao nhưng gương mặt hiền từ, tượng trưng cho điều thiện (chánh tâm). Phía bên trái lối vào là tượng ông Ác, cũng mặc khôi giáp, nhưng gương mặt dữ dằn, một tay cầm búa, một tay cầm Ngọc ấn tỷ phù, tượng trưng cho điều Ác (vọng tâm).

#### Bao Lơn Đài
Từ ngoài chính diện nhìn vào Tòa Thánh ta thấy có một bao lơn xây hình bán nguyệt, có tên là Vinh dự Công Lao Chi đài, còn gọi là Đài Danh dự, Bao Lơn Đài, Bán Nguyệt Đài, hay Lao Động Đài, đắp hình tượng 8 nghề trong xã hội tương ứng với các bức phù điêu:
- Sĩ: Châu Mãi Thần
- Nông: Vua Hạ Võ trị thủy.
- Công: Toại Nhân - Hữu Sào.
- Thương: Phạm Lãi - Tây Thi.
- Ngư: Khương Thượng ngồi câu.
- Tiều: Bá Nha - Tử Kỳ
- Canh: Ngu - Thuấn cày voi.
- Mục: Sào Phủ - Hứa Do

Phía trên 2 ô cửa đắp nổi 2 chữ Hán là Nhân (bên phải) và Nghĩa (bên trái).

#### Lầu Hiệp Thiên Đài
Phía trên Tịnh Tâm Điện gọi là Lầu Hiệp Thiên Đài, hay thường được gọi nôm na là "Sàn Đồng Nhi", hay "Lầu Nhạc" do lầu này là nơi hành sự của ban nhạc và ban đồng nhi khi diễn ra các cuộc lễ bên trong có một bán bán nguyệt cho ban nhạc, một nghi thờ Đức Hộ pháp, Đức Thượng Phẩm, Đức Thượng Sanh và Thập nhị Thời Quân Hiệp Thiên Đài.
Bên ngoài bao lơn một lá đạo kỳ thường được treo ngay giữa bao lơn, gồm 3 phần: phần màu vàng trên cùng, thêu 6 chữ Hán "Đại Đạo Tam Kỳ Phổ Độ", phần giữa màu xanh thêu hình Thiên Nhãn và Cổ Pháp Tam Giáo (kinh Xuân Thu, cây Phất Chủ, bình Bát Vu), phần dưới màu đỏ và để trơn. Kích thước của lá Đạo kỳ này tại Tòa Thánh và ở các cơ sở địa phương đều có tỉ lệ là 2:3, cụ thể với lá Đạo kỳ treo ở Tòa Thánh là 180x270 cm.

#### Phi Tưởng Đài
Phía trên của Lầu Hiệp Thiên Đài là Phi Tưởng Đài hay Thông Thiên Đài, hay Tiêu Diêu Điện. Phía ngoài được đắp nổi biểu tượng Thiên Nhãn. Trên cao có tượng Phật Di Lặc ngồi trên lưng cọp và tòa sen. Biểu tượng con cọp tượng trưng năm Bính Dần (1926) là năm Khai Đạo Cao Đài. Bên trong cũng lập một nghi thờ Thiên Nhãn không có tam giáo, tam trấn, ngũ chi. Nơi đây là nơi dành cho Hộ pháp hoặc Giáo Tông thông công cùng các cõi vô hình khi cần giải quyết các vấn đề mang tính chất lịch sử, liên quan đến vận mệnh một đất nước, biến cố lớn của Đạo hay sự tồn vong của một chế độ chính trị,...

### Tượng Hộ pháp, Thượng Phẩm, Thượng Sanh

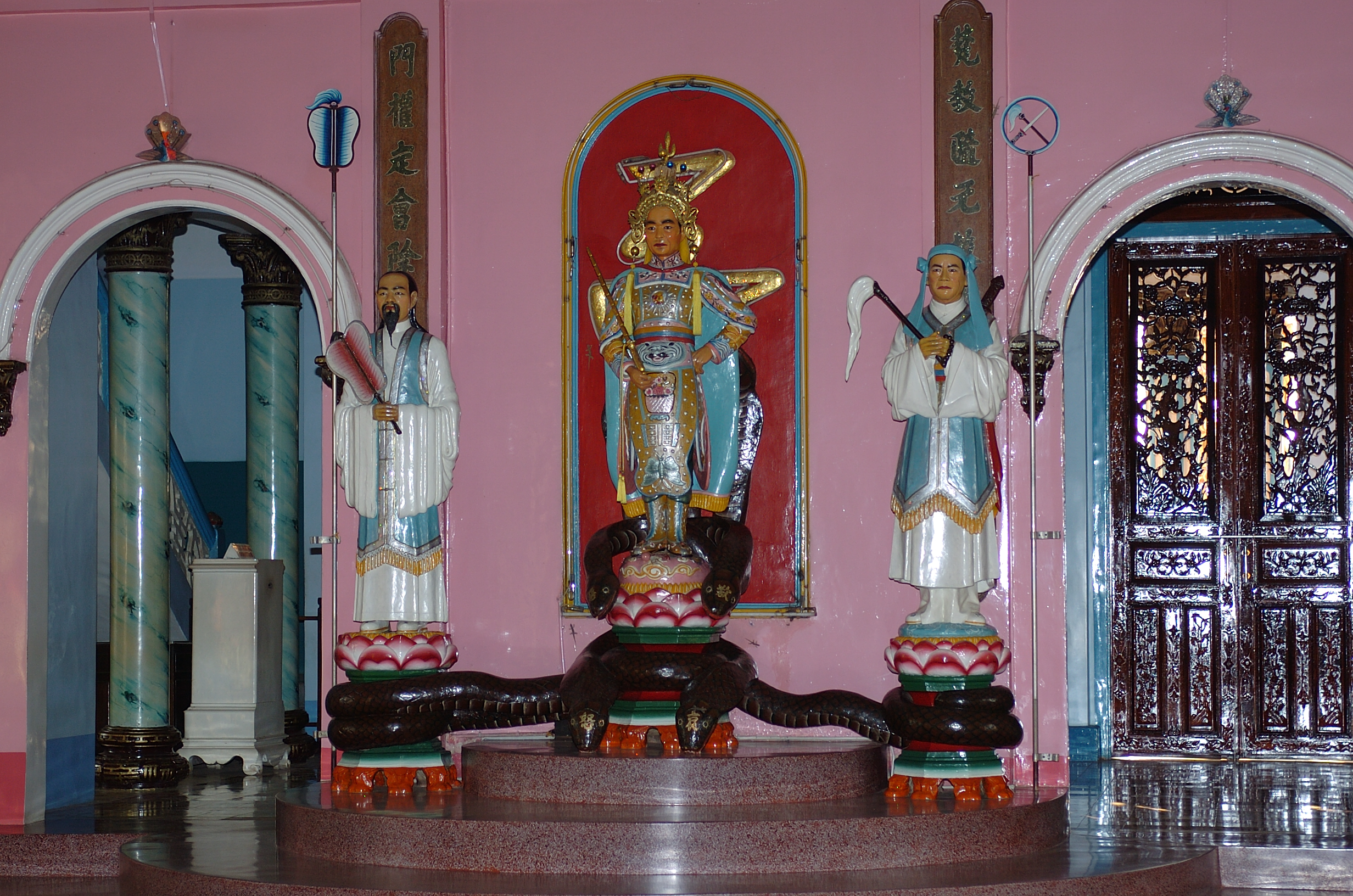
Tượng Hộ Pháp, Thượng Phẩm, Thượng Sanh (Tòa Thánh Tây Ninh).

Gian trong của Đền Thánh gọi là Bửu điện, hoặc Đại điện, Chánh điện. Phía sau bức tranh Tam Thánh Cao Đài, đối diện với bàn thờ Thượng đế là cốt tượng của 3 vị chức sắc cao cấp nhất của Hiệp Thiên Đài là Hộ pháp Phạm Công Tắc, Thượng phẩm Cao Quỳnh Cư và Thượng sanh Cao Hoài Sang đứng trên 3 tòa sen, đặt trên ba cái đôn. Tượng Hộ pháp Phạm Công Tắc ở giữa, mặc giáp cổ, đứng trên tòa sen giữa có bậc cao nhất, tay cầm roi Kim Tiên, phía sau đắp nổi chữ Khí lớn bằng Hán tự. Tượng Thượng phẩm Cao Quỳnh Cư ở phía bên phải tượng Hộ pháp, mặc Đại phục, tay mặt cầm Long Tu Phiến có gắn Phất Chủ, tay trái cầm xâu chuỗi Từ Bi, phía sau là cây phướn Thượng phẩm. Tượng Thượng sanh Cao Hoài Sang ở phía bên trái tượng Hộ pháp, đứng trên tòa sen, mặc Đạo phục, tay phải cầm cây Phất Chủ, tay trái nắm xâu chuỗi Từ Bi, sau lưng thì giắt Thư Hùng kiếm, phía sau là cây phướn Thượng sanh. Trên 2 cột hai bên chữ KHÍ có đôi liễn bằng chữ Hán:
| “ | PHẠM giáo tùy nguơn cứu thế độ nhơn hành chánh pháp, MÔN quyền định hội trừ tà diệt mị hộ chơn truyền. Nghĩa là: Phật dạy tùy thời kỳ mà cứu độ người đời thi hành theo Chánh pháp, Quyền lực của cửa Đạo định ra thời kỳ trừ diệt tà mị bảo hộ chơn truyền. | ” |

Một biểu tượng Thất Đầu Xà (rắn 7 đầu), thân mình quấn vào cả ba cái đôn, đuôi rắn quấn tròn vào đôn tượng Thượng sanh, thân quấn vào đôn tượng Thượng phẩm. Riêng 7 đầu rắn đều có ghi Hán tượng trưng cho Thất tình của con người, tạo thành một hệ bệ đỡ và lưng tựa sau lưng tượng Hộ pháp.
Theo các tín đồ Cao Đài, Hiệp Thiên Đài do Hộ pháp chưởng quản, tượng trưng ý thức. Tượng Hộ pháp phải mặc áo giáp bởi vì ý thức của con người lúc nào cũng phải đối mặt với những cuộc chiến trong tư tưởng, nhất là cuộc chiến với những yếu tố tâm lý của chính bản thân, làm cho con người rối loạn, không sáng suốt từ đó dễ gây ra tội lỗi. Tượng Hộ pháp đứng trên ngai Thất Đầu Xà ngụ ý hướng dẫn tín đồ luyện tập tư tưởng của mình. Chân Hộ pháp đứng bên trên 4 đầu rắn có chữ Nộ (hờn giận), Ai (buồn), Ố (oán ghét), Dục (ham muốn) tượng trưng cho 4 tính xấu cần chế ngự, và lưng tựa vào 3 đầu rắn hướng lên tức 3 tính tốt cần nuôi dưỡng là: Hỉ (vui mừng), Ái (thương xót), Lạc (vui vẻ).
Phần dưới 3 bệ tượng Hộ pháp, Thượng phẩm, Thượng sanh là 5 bậc thềm hình bán nguyệt, gọi là Ngũ Lôi Đài, dành cho Thập nhị Thời Quân Hiệp Thiên Đài đứng chầu lễ Đức Chí Tôn.

### Cửu Trùng Đài

Quang cảnh bên trong Chánh điện Tòa Thánh. Vị trí thang cuốn chính là Giảng đài.

Phần giữa Bửu điện là khu vực Cửu Trùng Đài, nối liền Hiệp Thiên Đài với Bát Quái Đài.

#### Chánh Điện
Khu vực này có 18 cột trụ phân làm 2 bên, được trang trí hình rồng, chạm khắc tinh xảo. Các hàng cột trụ này hợp với nền điện, phân khu vực Cửu Trùng Đài thành 9 gian, mỗi gian có cao độ chênh nhau 18 cm, đây là khu vực hành lễ của mỗi phẩm cấp tín đồ trong Cửu Trùng Đài. Khi diễn ra các buổi lễ cúng, các Chức sắc và tín đồ sẽ có vị trí riêng (một trong 9 cấp) của Chánh điện tương ứng với hàng phẩm của mình trong Đạo.
Bên trên trần tạo hình sơn vẽ hình mây, ngôi sao, tượng trưng cho các tầng trời, giữa mỗi ô lafont có đắp ô thông gió hình sáu con rồng đoanh nhau, thường được nhắc đến với câu kinh trong bài kinh Ngọc Hoàng Thượng đế: "Thời thừa lục long, du hành bất tức".

#### Nghinh Phong Đài
Toàn bộ khu vực Cửu Trùng Đài lợp ngoài màu đỏ. Phía trên gian cuối phần mái Cửu Trùng Đài có một đài cao 17m, gọi là Nghinh Phong Đài, phần dưới hình vuông, phần trên hình vòm mang nửa quả địa cầu, trên có tượng Long Mã mang Hà Đồ chạy về hướng Tây, quay đầu về hướng Đông, hàm nghĩa "Đạo phát ư Đông, di ư Tây, phản hồi ư Đông" (Đạo xuất phát từ phương Đông, truyền qua phương Tây, rồi cũng trở về phương Đông).
https://khoinhonsanh2014.blogspot.com/2020/01/3048-ky-120-nam-la-mot-ky.html#more

#### Giảng Đài
Ở vị trí các hàng long trụ, hai long trụ thứ 5 (Từ thấp lên cao, nằm giữa cấp số 5 lên số 6, nằm phía trên cửa hông) là một cặp Giảng Đài, có cầu thang cuốn và bao lơn được đỡ lấy bằng sáu tia nước từ miệng Thanh long phun ra. Ngoài tên Giảng Đài, đài này con được nhiều người gọi là Long Đài. Trong các cuộc lễ Tiểu đàn, Đại đàn, đây là đài quan sát dành cho 2 vị chức sắc được giao nhiệm vụ điều khiển cả đàn cúng.
Long đài bên phải (nhìn từ Hiệp Thiên Đài vào): dành cho một vị chức sắc Cửu Trùng Đài phái Ngọc (nam) là người của Lễ Viện Cửu Trùng Đài, vị chức sắc này thực hiện các câu "xướng" (là tên các nghi tiết được định sẵn trong một đàn cúng Tiểu - Đại đàn, sắp xếp theo thứ tự từ đầu đễn hết cuộc lễ). Các bộ phận có nhiệm vụ trong đàn cúng nghe theo câu xướng của vị Chức sắc này để thực hiện bổn phận của mình.
Long đài bên trái (nhìn từ Hiệp Thiên Đài vào): Trên đài này có gắn thêm một bóng đèn màu đỏ, được mắc liên kết đến 1 bóng đèn Hiệp Thiên Đài và 1 bóng đèn ở Nghinh Phong Đài , 3 bóng đèn được điều khiển chung bởi 1 công tắc ở Long Đài. Đài này dành cho một vị chức sắc Bộ Nhạc được giao trách nhiệm, ông tùy nghi mà dùng một cành bông sen trên tay hoặc công tắc của 3 bóng đèn để điều khiển ban nhạc trong Đàn cúng.

#### 7 Cái Ngai
Tại cấp thứ 9 của Cửu Trùng Đài, tiếp giáp Cung Đạo ta sẽ thấy bảy cái ngai sơn son thiếp vàng. Theo thứ tự từ cao xuống thấp:
- Ngai cao nhất dành cho Giáo Tông của đạo Cao Đài, là người anh cả của toàn Đạo Cao Đài, tương ứng với Giáo hoàng của Công giáo, ngai này được chạm hình rồng.
- 3 ngai tiếp theo dành cho 3 vị Chưởng Pháp, chạm hình phụng.
- 3 ngai dưới cùng dành cho 3 vị Đầu Sư, chạm hình lân.

### Cung Đạo

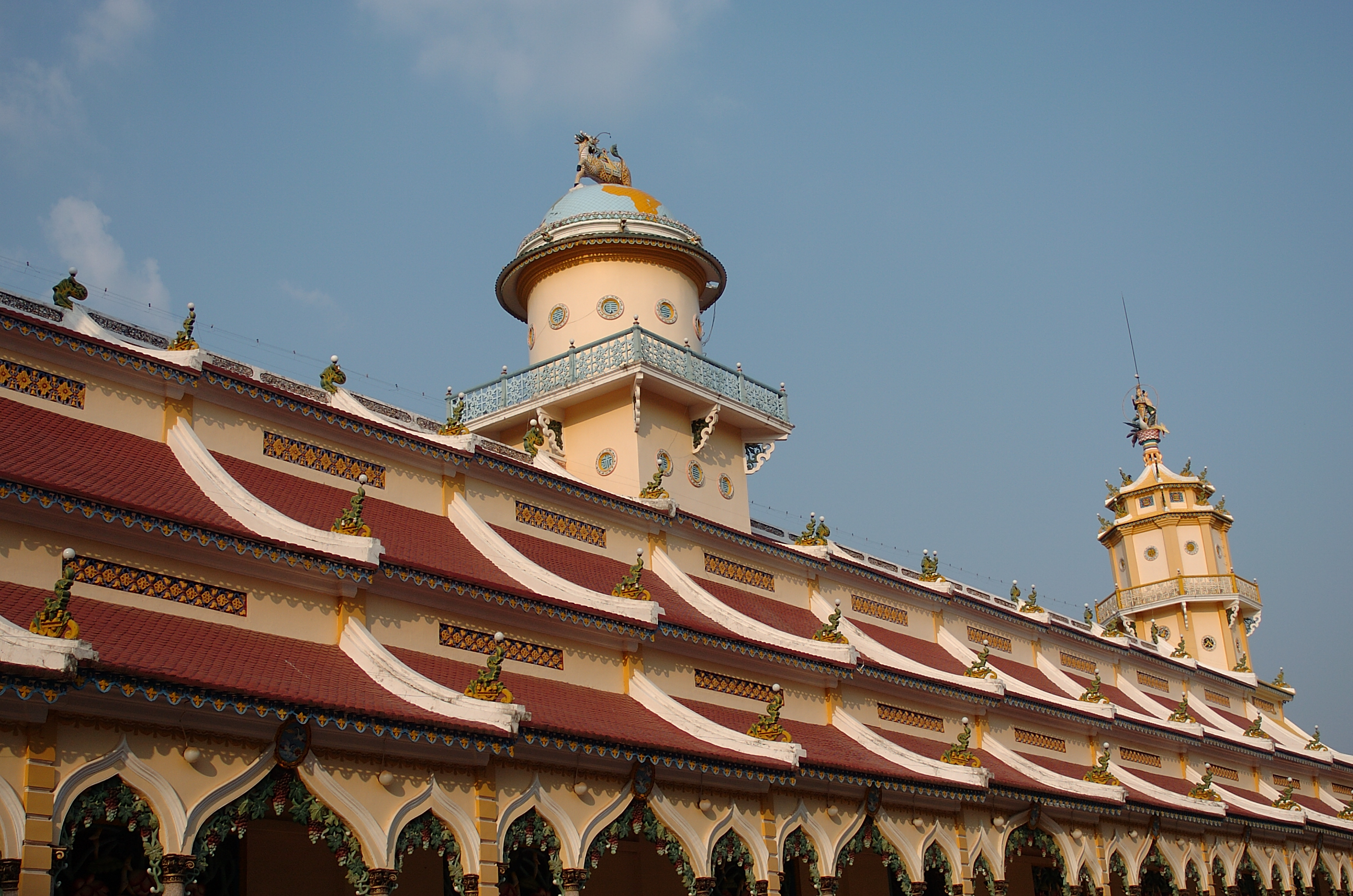
Cung Đạo nhìn từ bên ngoài.

Từ ngoài vào, sau 9 cấp của Cửu Trùng Đài có một cấp trung gian ngắn hơn các cấp dưới, tiếp giáp Bát Quái Đài được gọi là Cung Đạo. Trên nóc Cung Đạo đúc vòm Trời và một hình bầu dục mây trắng chung quanh những tia hào quang dài (12) xen kẻ với những tia hào quang ngắn (24). Bên trong có chạm hình Thiên Nhãn, một người nam tượng trưng cho nhân loại. Đại ngọc cơ, tiểu ngọc cơ với bảng mẫu tự A,B,C..., một cái bàn ba chân dùng xây bàn, một ống xăm, tất cả là những phương tiện thông công giữa người và cõi vô hình. Trong kỳ lập Đạo lần này, Đức Thượng đế đã dùng Cơ bút để dạy Đạo ở buổi đầu.
Nơi đây tương tự như Phi Tưởng Đài, là nơi thông công cùng cõi vô hình, nhưng với các trường hợp ít hệ trọng hơn như xin thăng thưởng, phong phẩm, ban sắc phái, hay giải quyết các vấn đề đạo sự,...

### Bát Quái Đài

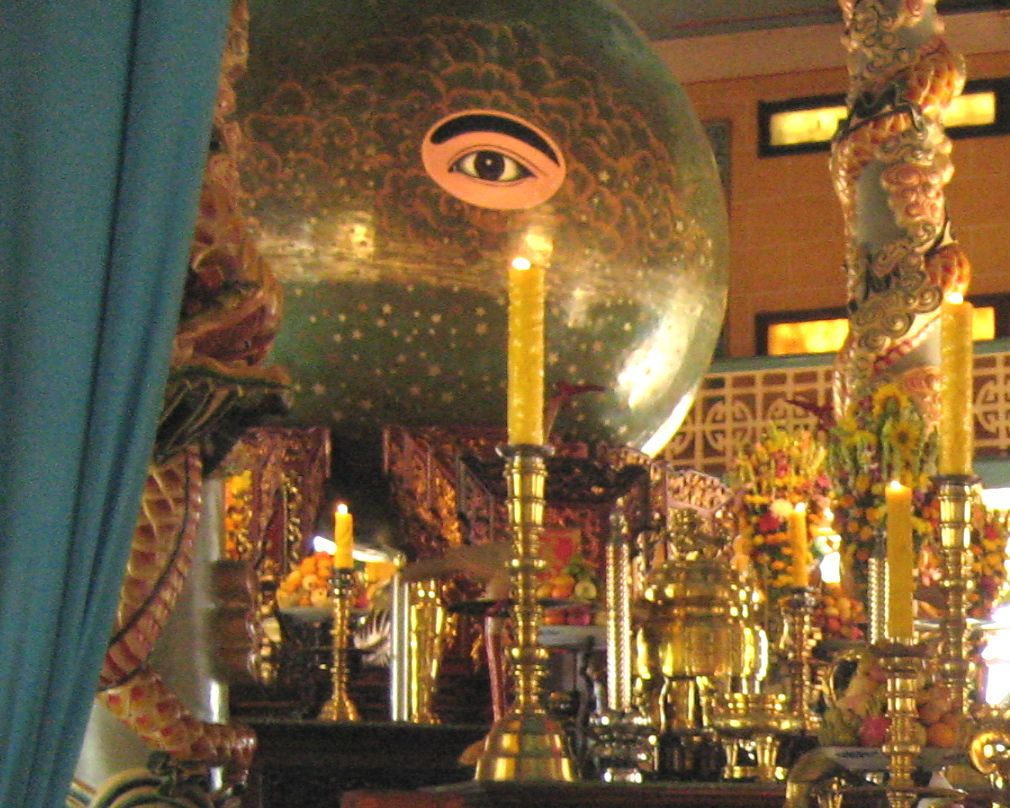
Quả Càn Khôn và Thiên nhãn

Khu vực Bát Quái Đài nằm phía cuối của Đền Thánh, phần đuôi của Long Mã, hướng thẳng về phía đông. Mái của Bát Quái Đài được sơn màu vàng.
Gian này có 8 cột trụ rồng xếp thành Bát quái. Giữa là quả Càn Khôn đường kính 3,3m tượng trưng cho vũ trụ với Thiên Nhãn nằm trên vì sao Bắc Đẩu xung quanh là 3072 vì sao tượng trưng 72 quả địa cầu và 3000 thế giới. Dưới thờ long vị Tam Tông Chơn Giáo, Tam Trấn, Ngũ chi.
Nền Bát Quái Đài có 12 bậc, mỗi bậc cao 10 cm với 8 cạnh, dưới to trên nhỏ theo hình tháp. Mười hai bậc tượng trưng cho 12 tầng Trời. Theo giáo lý Đạo Cao Đài thì Thượng đế là Đấng Thập nhị Khai Thiên (số 12 là số riêng của Trời). Bậc đầu tiên cao hơn mặt đất 2,4m và bậc trên cùng cao hơn mặt đất là 3,6m (bội số của 12)

#### Bao Lam

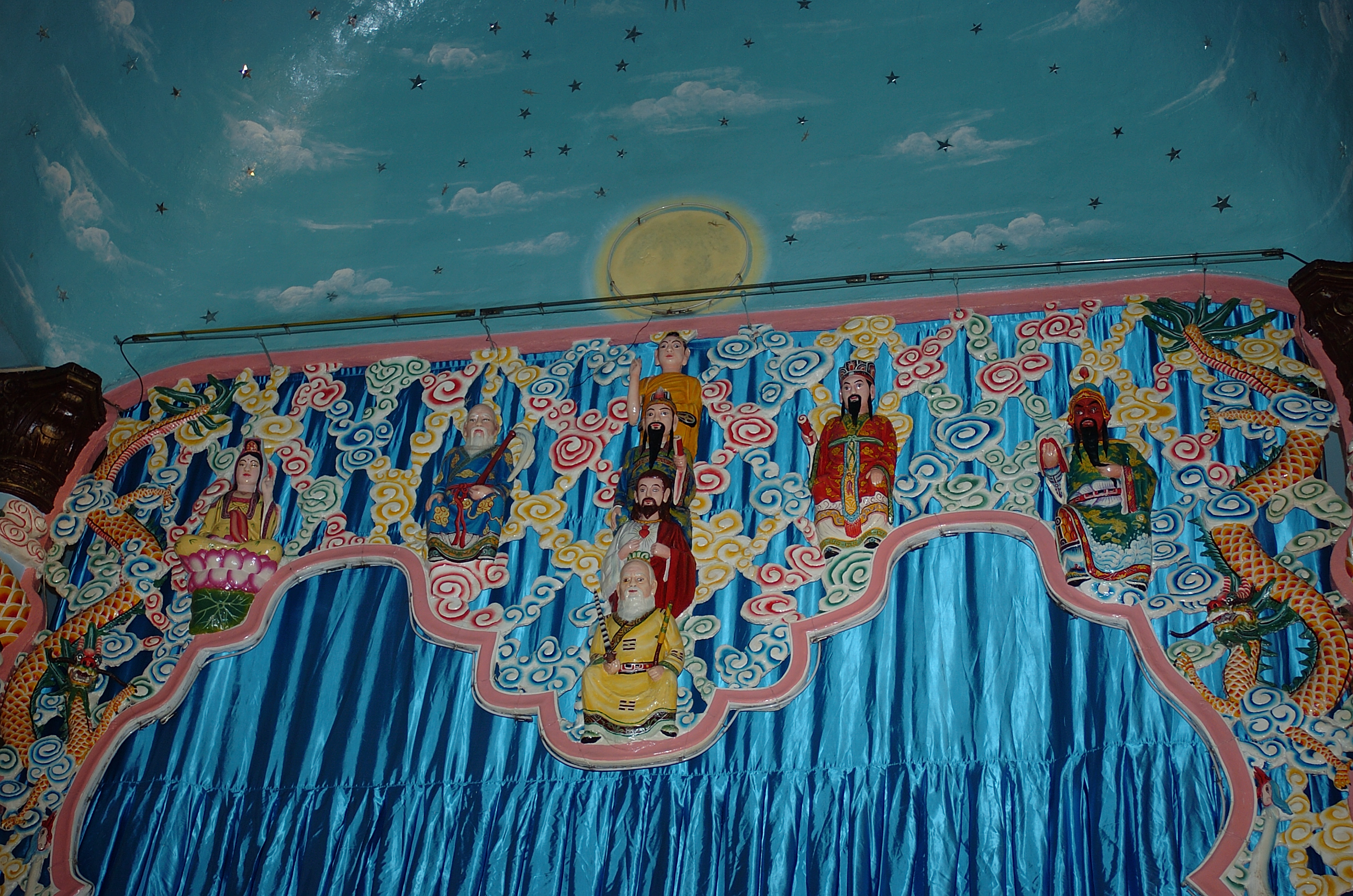
Bao Lam (Tòa Thánh Tây Ninh).

Phía trên Cung Đạo có đúc một bao lam hình chữ M ở giữa hai trụ rồng vàng, tạc tượng các Giáo chủ của Tam giáo, Tam Trấn và Ngũ chi Đại Đạo, gồm:
- Đức Phật Thích Ca, giáo chủ Thích giáo, tượng trưng Phật đạo.
- Đức Lão Tử, giáo chủ Đạo giáo.
- Đức Khổng Tử, giáo chủ Nho giáo.
- Đức Lý Thái Bạch tượng trưng Tiên đạo, kiêm Giáo Tông đạo Cao Đài, đại diện cho "Trí".
- Đức Quan Thánh Đế Quân, đại diện cho "Dũng".
- Đức Quan Âm Như Lai, đại diện cho "Bi".
- Đức Jesus Christ, giáo chủ đạo Gia Tô, tượng trưng Thánh đạo.
- Đức Khương Thượng Tử Nha, tượng trưng Thần đạo.

Một bao lam bên tả đắp hình tượng Bát Tiên, gồm:
- Hán Chung Ly
- Lữ Đồng Tân
- Trương Quả Lão
- Lý Thiết Quả
- Lam Thể Hòa
- Tào Quốc Cựu
- Hà Tiên Cô
- Hàn Tương Tử

Một bao lam bên hữu đắp hình tượng Thất Thánh, gồm:
- Lý Tịnh
- Na Tra
- Kim Tra
- Mộc Tra
- Dương Tiễn
- Lôi Chấn Tử
- Vi Hộ

#### Hầm Bát Quái
Phần dưới của 12 cấp Bát Quái Đài, tức là thuộc phần nền của Bát Quái Đài, có đào một cái hầm lớn gọi là hầm Bát Quái hay hầm Tàng Bửu Khánh, được xây cất kiên cố theo hình Bát Quái, có thông hơi và có nắp đậy chắc chắn, có cầu thang đi xuống, gọi là Hầm Bát Quái. Hầm Bát Quái được dùng làm nơi cất giữ tro thiêu hài cốt của các Chức sắc Đại Thiên Phong từ hàng Tiên vị trở lên, tức là từ phẩm Đầu Sư hay tương đương trở lên. Hài cốt nầy đặt trong liên đài, được lấy ra từ các bửu tháp, đem làm lễ hỏa thiêu tại Cửu Trùng Thiên nơi Đại Đồng Xã trước Tòa Thánh, lấy tro đựng vào thố, bên ngoài có ghi rõ phẩm tước, Thánh danh, năm sanh năm tử, và ngày hỏa thiêu, để lưu truyền kỷ niệm về sau.
Trong Hầm Bát Quái hiện nay có đặt sáu cái thố đựng tro thiêu hài cốt của 6 vị Chức sắc Đại Thiên phong đã đăng Tiên, kể ra sau đây:
- Đức Quyền Giáo Tông Lê Văn Trung
- Đức Thượng Phẩm Cao Quỳnh Cư
- Bảo Đạo Ca Minh Chương
- Nữ Đầu Sư Lâm Hương Thanh
- Đầu Sư Thái Thơ Thanh
- Đầu sư Ngọc Trang Thanh

#### Quả Càn Khôn
Ở các Thánh thất (cơ sử thờ tự cấp cơ sở của Đạo Cao Đài) chỉ được cho phép thờ Thánh Tượng Thiên Nhãn (một bức tranh vẽ hình Thiên Nhãn), riêng ở Tòa Thánh Tây Ninh thì thay vào đó là một khối cầu lớn có vẽ Thiên Nhãn, được gọi là Quả Càn Khôn.
Theo giáo lý của Đạo Cao Đài, Quả Càn Khôn có hình cầu, đường kính 3,30 mét, bên trên có vẽ đúng 3072 ngôi sao, bao gồm: Tam thiên thế giới (3000 thế giới) và Thất thập nhị địa (72 quả địa cầu) tượng trưng cho Càn khôn Vũ trụ hữu hình mà Đức Chí Tôn Ngọc Hoàng Thượng đế cai quản và Thiên Nhãn được vẽ trên vì sao Bắc Đẩu. Ngoài ra, ở tâm của Quả Càn Khôn còn có đặt một ngọn đèn gọi là đèn Thái Cực được giữ cháy sáng xuyên suốt ngày đêm, tương tự như những ngọn đèn Thái Cực ở các Thánh thất hay trên Thiên bàn tại nhà của các tín đồ. Qua đó có thể thấy Quả Càn Khôn biểu thị rõ rệt Triết lý về Vũ Trụ Quan của Đạo Cao Đài.

## Ý nghĩa văn hóa - du lịch
Là Thánh địa lớn nhất của tôn giáo Cao Đài, hàng năm Tòa Thánh Tây Ninh thu hút hàng triệu lượt du khách tham quan và các tín đồ hành hương. Kiến trúc độc đáo, phối hợp giữa quan điểm triết học Đông - Tây, Tòa Thánh Tây Ninh thể hiện một sự tổng hợp của nhiều yếu tố tâm linh một cách dung hòa. Quy hoạch Thánh địa được tổ chức chặt chẽ, khoa học, kiến hợp giữa kiến trúc nhân tạo cũng như cảnh quan tự nhiên, tạo nên nét thoáng đãng, thích hợp cho những ai tìm kiếm sự bình thản tâm hồn.
Một năm 2 dịp Đại lễ Vía Đức Chí Tôn mùng 9 tháng Giêng và Hội Yến Diêu Trì Cung rằm tháng 8, Thánh địa là nơi tổ chức lễ hội thu hút nhiều tín đồ và du khách dự lễ. Khu vực xung quanh Thánh địa quy tụ rất đông tín đồ sinh sống, với nết sống thanh tịnh, được xem là một trong những nơi có tỷ lệ người ăn chay lớn nhất nước, thậm chí trên cả thế giới.
Trước khi Tòa Thánh Tây Ninh được xây dựng, vùng này chỉ là nơi hoang vắng biên viễn của Việt Nam. Dưới con mắt quy hoạch và bàn tay xây dựng của các tín đồ, vùng đất này nhanh chóng phát triển thành một trong những vùng dân cư sầm uất nhưng vẫn giữ được nét chất phác của những nhà khai khẩn Việt Nam. Do vị trí cách Thành phố Hồ Chí Minh chưa đầy 100 km với đường sá giao thông thuận lợi, Tòa Thánh Tây Ninh còn là vị trí chiến lược về quân sự cũng như kinh tế, kiểm soát một trong những tuyến giao thông cửa ngõ của tỉnh này.

## Kỳ quan kiến trúc "Thiên khiển Nhơn tạo"
Về cách thức kiến trúc, sự tạo tác Tòa Thánh Tây Ninh không giống với bất cứ một công trình xây dựng lớn lao nào của người đời.
Thông thường, trước khi xây dựng một công trình lớn, người ta phải nhờ kiến trúc sư vẽ kiểu dáng tổng quát, những sự trang trí chi tiết, nghiên cứu nền móng và những kết cấu bê tông, tính toán chọn lựa các thứ vật liệu xây dựng đúng chất lượng cần thiết,...rồi phải xin phép cơ quan nhà nước cấp phép xây dựng.
Đối với Tòa Thánh Tây Ninh, Đức Hộ Pháp của Đạo Cao Đài chỉ đạo xây dựng không có một đồ án chi tiết nào vẽ ra trên giấy hết, cũng như không có sự tham dự của một kiến trúc sư hay kỹ sư xây dựng nào, cũng không có một thứ máy móc nào giúp đỡ, chỉ toàn trông cậy vào 2 bàn tay với sức lực của con người, những người thợ nam nữ làm không lãnh tiền công, ăn chay trường với cháo rau đạm bạc và đặc biệt có lập thệ là không được cưới vợ hay lấy chồng trong suốt thời gian xây dựng Tòa Thánh, để có đủ Âm Dương và đủ tinh khiết trong việc xây dựng Đền thờ, cũng không xin phép xây dựng với một Chánh quyền nào hết. (cũng tương tự như khi lập Tờ Khai Đạo).
Theo những tài liệu về lịch sử xây cất Tòa Thánh trong Đạo Cao Đài: Đức Lý Thái Bạch giáng cơ dạy Đức Phạm Hộ Pháp về vị trí xây cất Tòa Thánh, về kích thước tổng quát: bề dài, bề ngang, bề cao. Đức Hộ pháp cứ theo đó mà chỉ bảo lại cho công thợ làm, chỉ tới đâu làm tới đó, không biết gì thêm. Hết phần đó rồi, Đức Lý Giáo Tông giáng cơ dạy tiếp, hoặc Đức Hộ pháp ban đêm xuất chơn thần đi lên gặp Đức Lý để nhờ Đức Lý chỉ dạy trực tiếp, hay Đức Hộ pháp vào Bạch Ngọc Kinh quan sát tỉ mỉ kiểu vở, ghi nhớ để về bắt chước làm giống theo.